# Marathon van Fukuoka 1976
De marathon van Fukuoka 1976 werd gelopen op zondag 5 december 1976. Het was de 30e editie van de marathon van Fukuoka. Aan deze wedstrijd mochten alleen mannelijke elitelopers deelnemen. De Canadees Jerome Drayton kwam als eerste over de streep in 2:12.35.0.

## Uitslagen
| rang   | naam                | land | tijd      |
| ------ | ------------------- | ---- | --------- |
| Goud   | Jerome Drayton      | CAN  | 2:12.35,0 |
| Zilver | Ian Thompson        | ENG  | 2:12.54,2 |
| Brons  | Waldemar Cierpinski | GER  | 2:14.56,0 |
| 4      | Shigeru So          | JPN  | 2:14.59,0 |
| 5      | Shigeki Seri        | JPN  | 2:17.24,2 |
| 6      | Kimio Otsuka        | JPN  | 2:17.43   |
| 7      | Noriyasu Mizukami   | JPN  | 2:18.05   |
| 8      | Mineteru Sakamoto   | JPN  | 2:18.50   |

1947 ·
1948 ·
1949 ·
1950 ·
1951 ·
1952 ·
1953 ·
1954 ·
1955 ·
1956 ·
1957 ·
1958 ·
1959 ·
1960 ·
1961 ·
1962 ·
1963 ·
1964 ·
1965 ·
1966 ·
1967 ·
1968 ·
1969 ·
1970 ·
1971 ·
1972 ·
1973 ·
1974 ·
1975 ·
1976 ·
1977 ·
1978 ·
1979 ·
1980 ·
1981 ·
1982 ·
1983 ·
1984 ·
1985 ·
1986 ·
1987 ·
1988 ·
1989 ·
1990 ·
1991 ·
1992 ·
1993 ·
1994 ·
1995 ·
1996 ·
1997 ·
1998 ·
1999 ·
2000 ·
2001 ·
2002 ·
2003 ·
2004 ·
2005 ·
2006 ·
2007 ·
2008 ·
2009 ·
2010 ·
2011 ·
2012 ·
2013 ·
2014 ·
2015 ·
2016 ·
2017